# Afiorinia hirashimai
Afiorinia hirashimai är en insektsart som beskrevs av Sadao Takagi 1970. Afiorinia hirashimai ingår i släktet Afiorinia och familjen pansarsköldlöss.
Artens utbredningsområde är Taiwan. Inga underarter finns listade i Catalogue of Life.